# Marko Marinković
Marko Marinković (in serbo Марко Маринковић?; Užice, 6 gennaio 1994) è un calciatore serbo, difensore del Mladenovac.

## Carriera

### Club
Il 1º luglio 2018 viene acquistato a titolo definitivo dalla squadra serba del Napredak Kruševac.